# Silkkijärvi, Lappland
Silkkijärvi är en sjö i Gällivare kommun i Lappland och ingår i Kalixälvens huvudavrinningsområde. Sjön har en area på 0,0738 kvadratkilometer och ligger 384,4 meter över havet.

## Delavrinningsområde
Silkkijärvi ingår i det delavrinningsområde (748627-172909) som SMHI kallar för Inloppet i Sulajärvi. Medelhöjden är 398 meter över havet och ytan är 12,38 kvadratkilometer. Räknas de 15 avrinningsområdena uppströms in blir den ackumulerade arean 156,8 kvadratkilometer. Kivijoki (Moskojoki) som avvattnar avrinningsområdet har biflödesordning 2, vilket innebär att vattnet flödar genom totalt 2 vattendrag innan det når havet efter 295 kilometer. Avrinningsområdet består mestadels av skog (67 procent) och sankmarker (26 procent). Avrinningsområdet har 0,81 kvadratkilometer vattenytor vilket ger det en sjöprocent på 6,5 procent.